# Monnières (Jura)
Monnières – miejscowość i gmina we Francji, w regionie Burgundia-Franche-Comté, w departamencie Jura.
Według danych na rok 1990 gminę zamieszkiwało 341 osób, a gęstość zaludnienia wynosiła 166 osób/km² (wśród 1786 gmin Franche-Comté Monnières plasuje się na 422. miejscu pod względem liczby ludności, natomiast pod względem powierzchni na miejscu 1019.).